# 水防法
水防法（すいぼうほう、昭和24年6月4日法律第193号）は、洪水または高潮に際し、水災を警戒し、防御し、およびこれに因る被害を軽減し、もって公共の安全を保持することに関する日本の法律である。

## 構成
- 第1章　総則
- 第2章　水防組織
- 第3章　水防活動
- 第4章　指定水防管理団体の組織及び活動
- 第5章　水防協力団体
- 第6章　費用の負担及び補助
- 第7章　雑則
- 第8章　罰則
- 附則